# Харабет, Ефим Викторович
Ефим Викторович Харабет (укр. Юхим Вікторович Харабет; 29 июля 1929, Анадоль, Донецкая область — 8 марта 2004, Мариуполь, Донецкая область) — советский и украинский художник-медальер. Заслуженный деятель искусств Украины (1993).

## Биография
Родился 29 июля 1929 года в селе Анадоль Донецкой области. Грек по национальности.
1973 год — начало творческой деятельности.
С 1978 года — член Союза художников СССР, член Национального союза художников Украины.
1983 г. — лауреат премии им. Артёма Донецкого ОК ЛКСМУ.
1993 г. — заслуженный деятель искусств Украины.
С 1997 г. — почётный гражданин города Мариуполя.
Избирался депутатом Мариупольского (Ждановского) городского Совета XII и XIII созывов, был делегатом VII и VIII съездов Союза художников Украины.

## Творчество
Является автором более чем пятисот произведений медальерного искусства и скульптур малых форм, в том числе:
- символики Мариуполя — герба, знамени, флага города, церемониального знака городского головы,
- большого герба г. Донецка,
- ордена «За заслуги» III степени (1999)[1] — Почётного знака отличия Президента Украины,
- медали «Защитнику Отчизны»

## Персональные выставки
- 1981 г. — в Адене (Йемен),
- 1982 г. — в XV Берингоморской экспедиции на теплоходе «Корчагинец»,
- 1985 и 1989 гг. — в г. Магдебурге (ГДР),
- 1986 г. — в Эрдэнэте, Дархане, Улан-Баторе (Монголия),
- 1991 г. — в Москве, в Доме дружбы народов,
- 1993 г. — на II международном фестивале «Славянский базар» в г. Витебске (Белоруссия),
- 1993 и 1999 гг. — в Мариуполе.

## Память
В Мариуполе именем Ефима Харабета назван Музей медальерного искусства. Уникальная коллекция Ефима Викторовича была передана в мариупольский музей медальерного искусства откуда её выкрали российские солдаты во время войны России против Украины.